# Adam Henry
Adam Henry (Beaumont, 27 aprile 1972) è un ex giocatore di football americano e allenatore di football americano statunitense di ruolo wide receiver.

## Nella NFL come giocatore

### Con i New Orleans Saints
Nel 1994 ha firmato un contratto come free agent con i New Orleans Saints, è rimasto nella squadra di allenamento fino alla stagione 1996, non è mai sceso in campo.

## Nella NFL come allenatore
Stagioni 2007 e 2008
Ha iniziato la sua carriera nella NFL con gli Oakland Raiders come assistente del controllo qualità dell'attacco.
Dalla stagione 2009 alla 2011
Il 27 gennaio 2009 è passato al ruolo di allenatore dei tight end.
Nel 2015, Henry è stato assunto come allenatore dei wide receiver dei San Francisco 49ers.